# Souastre
 Souastre  ist eine französische Gemeinde mit 376 Einwohnern (Stand 1. Januar 2022) im Département Pas-de-Calais in der Region Hauts-de-France. Sie gehört zum Arrondissement  Arras und zum Kanton Avesnes-le-Comte.
Nachbargemeinden von Souastre sind Saint-Amand im Norden, Bienvillers-au-Bois im Nordosten, Foncquevillers im Südosten, Coigneux und Bayencourt im Süden, Couin im Südwesten und Hénu im Westen.

## Bevölkerungsentwicklung

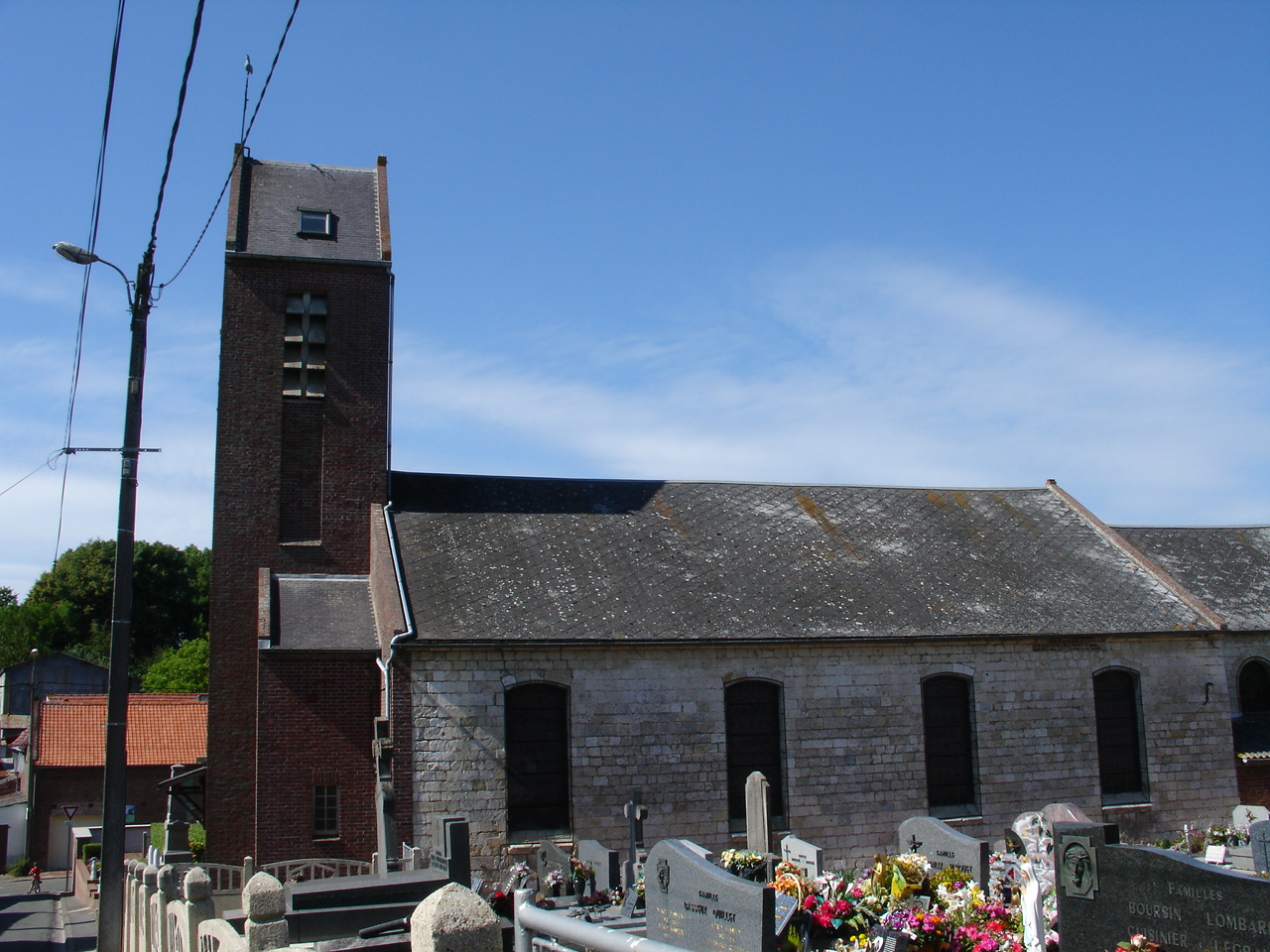
Kirche Saint-Vaast

| Jahr      | 1962 | 1968 | 1975 | 1982 | 1990 | 1999 | 2007 |
| Einwohner | 403  | 442  | 434  | 368  | 352  | 324  | 339  |